# Coca (plant)
Coca (Erythroxylum coca) is een plant die zijn oorsprong vindt in Zuid-Amerika en die groeit op grotere hoogte. Cocabladeren worden in Zuid-Amerika in de Andes gekauwd als middel tegen hoogteziekte. De vrijkomende stof werkt ook stimulerend en onderdrukt hongergevoel. De plant wordt ook in producten als tandpasta verwerkt.
Het gebruik van coca is al heel oud. In nederzettingen in het noordwesten van Peru zijn achtduizend jaar oude gefossiliseerde resten van cocabladeren aangetroffen.
Door het kauwen van coca neemt het uithoudingsvermogen toe, verbetert de ademhaling en de zuurstofwisseling, en wordt het verbruik van glucose gereguleerd. Om die reden wordt coca ook nu nog door inheemse volken als Aymara, Quechua, Arhuaco, en Kogi gebruikt. 
De cocabladeren hebben daarnaast ook nog een religieuze functie. Ze worden onder andere gebruikt bij offerandes aan Pacha Mama (Moeder Aarde) of de Apus (de goden), waarbij ze worden verbrand of in de grond worden begraven. Ook worden ze ceremonieel gebruikt door de sjamaan.
Onderzoekers van Harvard University vonden dat cocablad een grote hoeveelheid kalk, ijzer, en vitamines bevat, waaronder zeer veel vitamine C. Uit cocablad wordt ook cocaïne geëxtraheerd. De toenemende populariteit van deze drug heeft sinds de jaren tachtig geleid tot een drugsoorlog, waarbij coca-plantages worden platgebrand of vanuit de lucht met herbiciden worden besproeid.

## Wetenswaardigheden
De Spaanse overheersers in Zuid-Amerika verboden in de 16e eeuw het coca-kauwen onder de inheemse mijnwerkers, aangezien de licht verdovende werking een on-christelijke of demonische invloed zou hebben. Toen echter de zilverproductie in de mijnen snel afnam omdat de mijnwerkers minder uithoudingsvermogen hadden, werd het coca-kauwen al gauw weer ingesteld.
- Nederland was voor een deel van de eerste helft van de 20e eeuw marktleider in de handel in coca en de productie van cocaïne. Nederlands-Indië werd in die periode de grootste teler van cocaplanten, met name in Amsterdam werd de opbrengst verhandeld. Een fabriek die het verder verwerkte tot cocaïne was de Nederlandsche Cocaïnefabriek.